# Султан ибн Салман ел Сауд
Султан ибн Салман ел Сауд (арап. سلطان بن سلمان ال سعد; рођен 27. јуна 1956) је саудијски принц, бивши астронаут, други је син краља Салмана и унук Ибн Сауда, оснивача краљевине Саудијске Арабије. Пензионисани пуковник члан ваздухопловства краљевине Саудијске Арабије.

## Биографија
Принц Султан је други син краља Салмана и његове прве жене, Султане ибн Турки ел Судајри. Магистар политичких и друштвених наука на Универзитету у Сиракузи (Сједињене Америчке Државе) поседује пилотску дозволу, квалификован за више типова цивилних и војних авиона, пуковник је у пензији саудијске ваздушне војске и страствени љубитељ једриличарства.

### Селекција, обука и лет у свемир
Године 1976. створена је Арапска сателитска организација за телекомуникације (Арабсат) која је 1985. лансирала Арабсат-1А, са француском ракетом. За лансирање другог сателита током исте године, али овог пута од стране НАСА-е, земље чланице Арапске лиге морале су да изаберу државу која ће послати астронаута да прати експедицију спејс-шатла Дискавери. Саудијска Арабија је коначно изабрана.
Кандидат је морао да буде искусан, физички спреман и да течно говори енглески језик. Избор је пао на принца Султана, који је сакупио 1.000 сати лета и прошао важне лекарске прегледе у Ријаду и Сједињеним Државама. Да би учествовао у свемирској мисији, принц Султан је морао да прође интензивну физичку припрему, са сто четрнаест сати обуке на симулаторима летења, као и летовима нула Г, како би се прилагодио свакодневном животу у спејс шатлу. Трајање његове обуке је смањено на десет недеља са уобичајених десет месеци након промене датума.
Већина обуке се одвијала у базама Насе на Флориди и Хјустону, али је такође одржана две недеље у Саудијској Арабији. Посаду мисије СТС 51-Г чинило је 5 Американаца: командант мисије Данијел Бранденштајн и пилот Џон Крејтон; као и тројица специјалиста за мисију, Џон Фабијан, Стивен Нејџел и Шенон Луцид; али и од Француза: Патрик Бодри, специјалиста за терет. Ова посада је била најинтернационалнија група у програму шатла.
Дана 17. јуна 1985. године, током мисије СТС-51-Г Дискавери, принц је направио једини лет у својој каријери као специјалиста за терет. Полетање СТС-51Г одржано је под аплаузом 230 арапских гостију Насе, укључујући 29 саудијских принчева, 4 брата принца Султана, саудијског амбасадора у Сједињеним Државама и генералног директора Арабсата. Као специјалиста за терет, примарна мисија принца Султана је да надгледа лансирање Арабсат-1Б из Дискаверијевог теретног простора 18. јуна. Али принц изводи друге научне експерименте у сарадњи са саудијским универзитетима. Такође је искористио мисију да фотографише саудијску пустињу и тако омогући креирање програма истраживања подземних вода.
Слетање спејс шатла Дискавери 24. јуна 1985. године
Након што је прешао преко Тихог океана, Дискавери је слетео на писту 23 ваздухопловне базе Едвардс у 6:11 ујутро.
Долазак принца и његовог тима на аеродром Таиф, у Саудијској Арабији, изазвао је велике сцене одушевљења и дивљења. Гомила Саудијаца окупила се да га дочека бацајући руже, и његова породица га је чекала, укључујући краља Фахда.
Принц Султан је добио многе почасти. Постављен је за команданта саудијских ваздухопловних снага, а такође је постао, због успеха своје свемирске мисије, незванични амбасадор земље.

## Службене функције
Од 2009. године обавља функцију председника Одбора Комисије за туризам и наслеђе, у рангу министра. 27. децембра 2018. године, именован је за председника новостворене Саудијске свемирске агенције, такође у рангу министра. Принц Султан подстиче формирање разноврсне мреже партнерстава на међународном нивоу, како са свемирским агенцијама, тако и са приватним компанијама, универзитетима и истраживачким центрима у другим земљама. Истовремено, нада се да ће привући инвестиције великих саудијских компанија и малих и средњих предузећа да уђу на глобално свемирско тржиште, самостално или у сарадњи. Принц Султан такође жели да привуче и обучи младе Саудијце у области научних и технолошких студија, са крајњим циљем да обучи нове астронауте да га наследе.